# Лиман (озеро, Жирновский район)
Лиман — мелководное озеро у села Нижняя Добринка Жирновского района на севере Волгоградской области. Не имеют поверхностного стока или подземного отвода воды в соседние водосборы. Расход воды происходит за счет испарения. Весной Лиман обычно заполняются талой водой и превращается во временный водоём, периодически высыхающий особенно жарким летом. Пересохшее дно обычно используется как луговые угодья.